# 유증기
유증기(油烝氣, 영어: oil mist)는 입자의 크기가 1~10µm인 기름방울이 기화하여 안개형태로 공기 중에 분포되어 있는 상태를 말한다.

## 발생원인
유증기는 연료유, 윤활유, 유압기유 등이 고압으로 미세한 틈으로 분사되어 생성되거나, 기기 혹은 배관 등으로부터 유출되어 액체상태로 존재하다가 고열의 장비에 접촉함으로써 기화된 후 보다 낮은 온도의 공기와 만나서 생성되는 것이다.
이보다 작은 크기의 기름방울은 상당히 큰 열을 가하고 유지하여야 존재할 수 있기 때문에 일반 상황에서는 발생할 가능성이 매우 적으며, 이보다 큰 크기의 유증기 방울인 경우에는 스프레이 형태로 존재하게 되는데 그 자체로써는 발화점이 높고 중력에 의해 쉽게 가라앉게 되어 직접화재의 위험은 적다.

## 위험성
유증기의 농도가 국제선급협회에서 정의한 폭발하한점(IACS UR M67/LEL: Low Explosive Level)에 이르게 되면 발화점보다 높은 열원이나 정전기에 의한 불꽃(spark)에 접촉하여 화재나 폭발을 일으키게 된다. 이는 밀폐된 공간 내에 존재하게 된 유증기의 농도가 점점 높아지면 최저 폭발 농도에 이르게 되고 이때에 동일 공간 내에 발화점보다 높은 열원이 있게 되면 점화되어 화재나 폭발의 참사를 불러오는 것이다.
이를 방지하기 위해, 국제선급협회에서는 유증기의 최저 폭발 농도(LEL)를 50mg/L로 정의하고 있으며 엔진 실린더의 직경이 300mm 이상이거나 엔진 출력이 2,250Kw 인 경우 반드시 베어링 온도 감시 장비 혹은 유증기 감지기를 설치하는 것을 강제조항으로 하고 있다.

## 관련 사고
- 고양 저유소 유증기 폭발 사고: 경기도 고양시 덕양구 화정동 위치한 대한송유관공사 경인지사 고양 저유소에서 발생한 폭발화재 사고
- 이천 냉동창고 화재 사고: 경기도 이천시 호법면에 위치한 (주)코리아 2000의 냉동 물류 창고에서 발생한 화재 사고
- 두라 3호 침몰 사고: 인천 옹진군 자월도 북쪽 5.5km 해상에서 발생한 유증기 폭발 사고
- 유조 부선 Y호(721t) 유증기 폭발 화재: 부산 동구 부산항 5부두에 정박 중인 석유제품 운반선에서 발생한 유증기 폭발과 화재 발생 사건
- 2010 Puebla oil pipeline explosion: The 2010 Puebla oil pipeline explosion was a large oil pipeline explosion. Mexico
- Cruise Ship Safety - Ship Fires: Cruise Ship Safety - Ship Fires

## 관련 법규
- 국제해사기구(IMO: International Maritime Organization)

GUIDELINES FOR THE MANUFACTURE AND INSTALLATION OF OIL MIST DETECTORS :
http://www.sjofartsverket.se/upload/5639/47-9.pdf%5B깨진+링크(과거+내용+찾기)%5D
CODE OF PRACTICE FOR ATMOSPHERIC OIL MIST DETECTORS :
http://www.imo.org/blast/blastDataHelper.asp?data_id=7469&filename=1086.pdf 보관됨 2013-08-28 - 웨이백 머신
- 국제선급협회(IACS: International Association of Classification Societies Ltd) unified requirements)

Requirements concerning MACHINERY INSTALLATIONS
M10 Protection of internal combustion engines against crankcase explosions
M67 Type Testing Procedure for Crankcase Oil Mist Detection and Alarm Equipement
https://web.archive.org/web/20130124025145/http://www.iacs.org.uk/document/public/Publications/Unified_requirements/PDF/UR_M_pdf155.PDF
- 국제정유사포럼(OCIMF: Oil Companies International Marine Forum)

Ship Inspection Report (SIRE) Programme
Vessel Inspection Questionnaires for Oil Tankers, Combination Carriers, Shuttle Tankers, Chemical Tankers and Gas Carriers
Questions & Answers: 11.22 / 11.23 / 11.24 / 11.25
http://www.aravessel.com/downloads/view_document.pdf%5B깨진+링크(과거+내용+찾기)%5D